# فيرنر بيسكوب
فيرنر بيسكوب (بالألمانية: Werner Biskup)‏ هو مدرب كرة قدم ولاعب كرة قدم ألماني في مركز الدفاع، ولد في 26 أبريل 1942 في بوتروب في ألمانيا، وتوفي في 22 يونيو 2014 في كفاكنبروك في ألمانيا. لعب مع باير 04 ليفركوزن وفورتونا دوسلدورف ونادي كولن ونادي لييج.

## وصلات خارجية
- فيرنر بيسكوب على موقع قاعدة بيانات كرة القدم.إي يو (الإنجليزية)
- فيرنر بيسكوب على موقع بيانات كرة القدم. دي إي (الألمانية)
- فيرنر بيسكوب على موقع عالم كرة القدم.نت (الإنجليزية)